# 小長谷勇太
小長谷 勇太（こながや ゆうた、1993年8月5日 - ）は、静岡県出身のサッカー選手。ポジションはMF。

## クラブ歴
静岡県立清水東高等学校から早稲田大学に進学。しかしア式蹴球部では2軍であり、公式戦には4年間で1試合しか出られなかった。
卒業後は渡濠するもチームが決まらず、ビザの関係で農業に従事した。その最中にセント・ジョージFCから声がかかり、サッカー選手となった。翌年にバンバリー・ユナイテッドSCに在籍、2017年にブラックタウン・シティFCに移籍した。2018年にポート・メルボルンSCに移籍。同年夏に大学の先輩にあたり同じオーストラリアでプレーしていた村山拓也がフィンランドに移籍した事が切っ掛けで欧州挑戦を模索するようになった。
2020年夏にギリシャ4部のAPSザキントスに移籍。レギュラーとして2部昇格に貢献した。